# St. Nikolaus (Greiling)

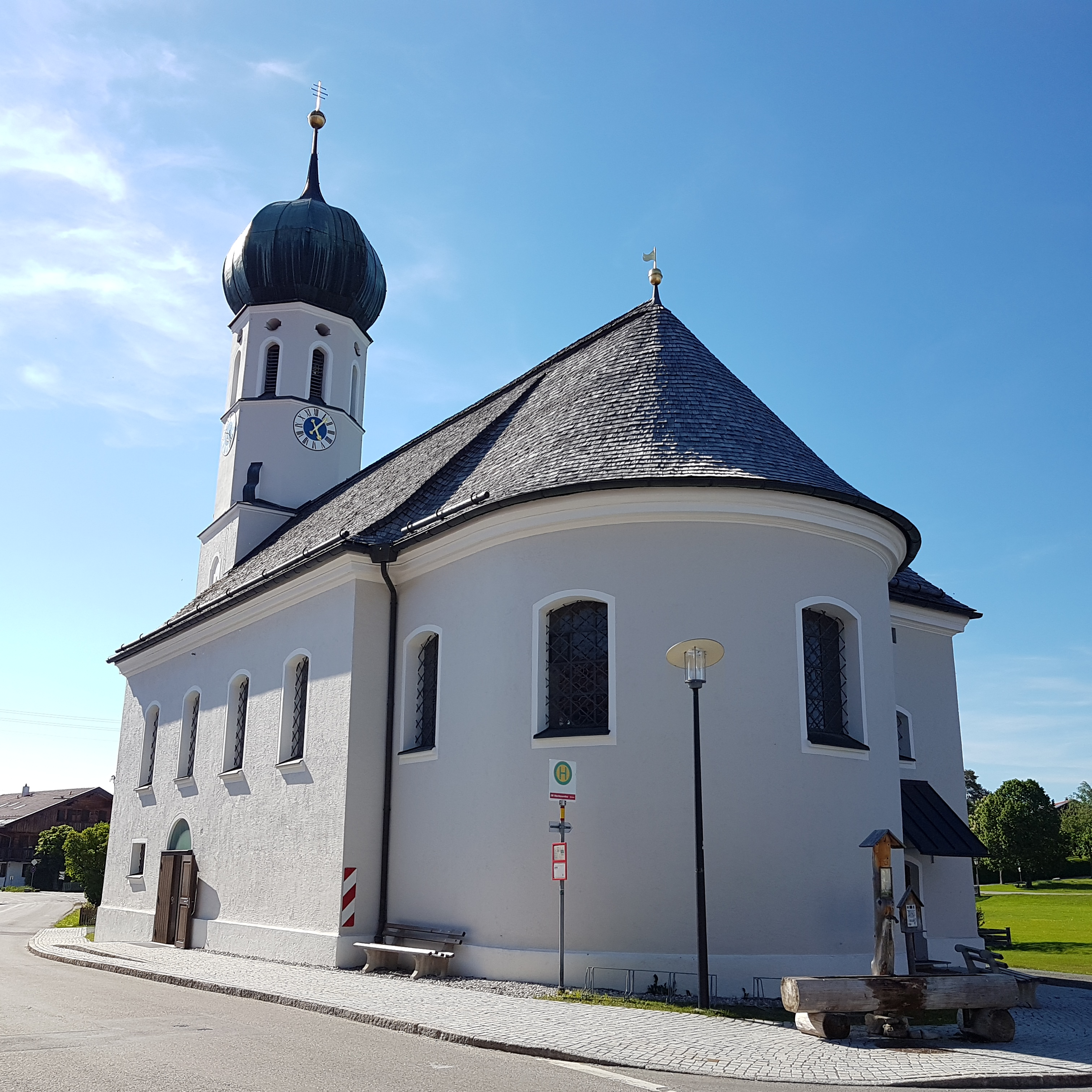
St. Nikolaus in Greiling

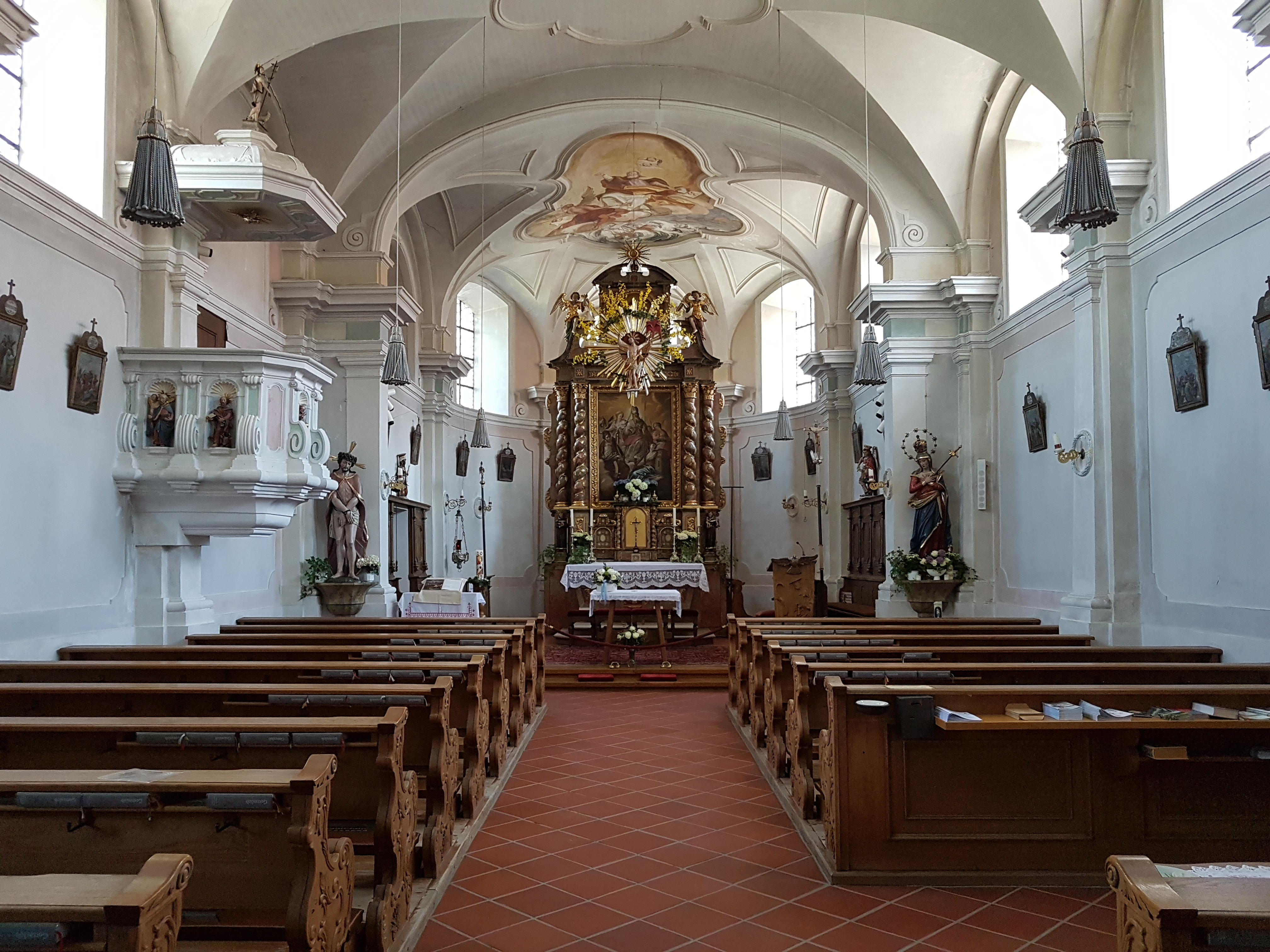
Innenraum

Die römisch-katholische Filialkirche St. Nikolaus steht in Greiling, einer Gemeinde im oberbayerischen Landkreis Bad Tölz-Wolfratshausen. Das Bauwerk ist in der Liste der Baudenkmäler in Greiling als Baudenkmal unter der Nr. D-1-73-127-1 eingetragen. Die Kirche gehört zum Dekanat Bad Tölz-Wolfratshausen im Erzbistum München und Freising.

## Beschreibung
Die barocke Saalkirche wurde 1728 anstelle einer gotischen Kapelle erbaut. Sie besteht aus dem Langhaus mit vier Jochen, dem eingezogenen, halbrund geschlossenen Chor im Osten, der Sakristei an der Nordwand des Chors und dem Fassadenturm auf quadratischem Grundriss im Westen, der sich oberhalb des Dachfirstes des Langhauses mit zwei achteckigen Geschossen fortsetzt. Das untere enthält die Turmuhr, das obere den Glockenstuhl. Darauf sitzt eine Zwiebelhaube.
Im Inneren sind Schiff und Chor mit Stichkappengewölben über Pilastern überspannt. Der Hochaltar stammt aus der Erbauungszeit. Die Orgel wurde 1987 von Josef Garhammer gebaut.